# El Bagre (ort)
El Bagre är en ort i Colombia.   Den ligger i departementet Antioquía, i den norra delen av landet, 300 km norr om huvudstaden Bogotá. El Bagre ligger 51 meter över havet och antalet invånare är 40 798.
Terrängen runt El Bagre är platt. Runt El Bagre är det ganska glesbefolkat, med 25 invånare per kvadratkilometer. El Bagre är det största samhället i trakten. Omgivningarna runt El Bagre är en mosaik av jordbruksmark och naturlig växtlighet.